# مارماهی بزرگ فیلیپین
مارماهی بزرگ فیلیپین (نام علمی: Conger philippinus) نام یک گونه از سرده مارماهی‌های بزرگ است.